# Clarence Lorenzo Simpson

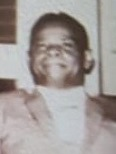
Clarence Lorenzo Simpson (1896-1969)

Clarence Lorenzo Simpson (Royesville, Montserrado County 1896 - Monrovia 22 januari 1969) was een Liberiaans staatsman en diplomaat. Van 3 januari 1944 tot 1 januari 1952 was hij vicepresident van Liberia.

## Biografie
Hij was de zoon van Alpha D. Simpson en Kamah Gray, afkomstig uit het koninklijk huis van het Vai-volk. Zijn grootvader van vaderskant was John Simpson, een voormalige Afro-Amerikaanse slaaf uit Florida die zich na zijn vrijlating vestigde in Liberia. Hij trouwde met dochter van de Liberiaanse president Alfred F. Russell (r. 1883-1884).
Clarence Lorenzo Simpson groeide op als een lid van de Americo-Liberiaanse elite die het land sinds de onafhankelijkheid in 1847 regeerde. Hij studeerde aan het College of West Africa (1919) en Liberia College. In 1921 werd hij als advocaat toegelaten tot de balie van Montserrado County. Van 1926 tot 1928 was hij advocaat-generaal van Montserrado County en hij vertegenwoordigde deze county in het Huis van Afgevaardigden en was van 1931 tot 1934 voorzitter (Speaker) van het Huis van Afgevaardigden. Van 1931 tot 1945 bekleedde hij de post van secretaris-generaal van de True Whig Party (TWP), de de facto enige partij van het land. In 1934 was hij gelegeerde van Liberia bij de Verenigde Naties en nadien was hij minister van Posterijen en minister van Buitenlandse Zaken (1934-1943).
Geheel verrassend werd hij in 1943 als kandidaat voor het presidentschap gepasseerd door William V.S. Tubman die door zittend president Edwin Barclay werd aangewezen om het op te volgen. Simpson en Tubman sloten een gentleman's agreement waarbij Tubman Simpson als kandidaat voor het vicepresident naar voren schoof. De presidentsverkiezingen van mei 1943 werd door Tubman gewonnen en in januari 1944 werden Tubman en Simpson respectievelijk tot president en vicepresident geïnaugureerd. In de capaciteit van vicepresident nam Simpson in 1945 deel aan de oprichtingsconferentie van de Verenigde Naties in San Francisco. In 1951 wees Tubman William Tolbert aan als kandidaat voor het vicepresidentschap. Bij de verkiezingen van 1951 werd het duo Tubman/Tolbert gekozen. In januari 1952, bij de inauguratie van Tubman en Tolbert kwam er een einde aan het vicepresidentschap van Simpson.
Clarence Simpson was van 1952 tot 1956 Liberiaans ambassadeur in de Verenigde Staten van Amerika en van 1958 tot zijn pensionering een jaar later ambassadeur van Liberia in Groot-Brittannië.
Na zijn pensionering werd zijn naam in een geruchtencircuit (van aanhangers van Tubman) in verband gebracht met rituele moorden.
Clarence Lorenzo Simpson, Sr. overleed op 22 januari 1969 in Monrovia, de hoofdstad van Liberia.

## Persoonlijk
Hij was getrouwd met Abrametta B. Stubblefield bij wie hij verscheidene kinderen had, waaronder Clarence Lorenzo Simpson, Jr. (1933-2016), staatsman.